# Grada Publishing
Grada Publishing, a. s., znane jako Grada – czeskie wydawnictwo założone w 1991 roku. Zajmuje się wydawaniem literatury fachowej, a także literatury dziecięcej, beletrystyki, literatury popularnonaukowej, książek motywacyjnych oraz książek poświęconych rozwojowi osobistemu bądź zdrowemu stylowi życia.  Jest jednym z największych wydawnictw książkowych na rynku czeskim.
Od 1993 r. funkcjonuje również na rynku słowackim, pod marką Grada Slovakia.